# 1034
1034 (MXXXIV) fue un año común comenzado en martes del calendario juliano.

## Acontecimientos
- 11 de abril: la emperatriz bizantina Zoe se casa con su mayordomo de palacio, que asciende a emperador como Miguel IV.
- 26 de noviembre: en Ramla y Nablús (Palestina), un terremoto deja un saldo de 70.000 muertos. También podría haber sucedido en la misma fecha del año pasado.
- Una flota pisana ocupa la ciudad de Bona (Argelia).

## Nacimientos
- 3 de septiembre: Go-Sanjo (f. 1073), emperador japonés.
- Hasan-i Sabbah, religioso iraní.
- Rodolfo Gabrielli (obispo) (f. 1064), obispo italiano.

## Fallecimientos
- 11 de abril: Romano III (n. 968), emperador bizantino.
- 10 de mayo: Miecislao II Lampert (n. 990), rey polaco.
- 25 de julio: Costanza de Arlés (n. 986), reina franca.
- 25 de noviembre: Malcom II (n. 980), rey escocés, asesinado.